# Francia kapcsolat
A Francia kapcsolat (eredeti angol címe: The French Connection) 1971-ben bemutatott amerikai bűnügyi film William Friedkin rendezésében. A filmet New York-i helyszíneken, elsősorban Brooklynban forgatták. A film alapjául szolgáló könyv valós eseményeket dolgoz fel, amelyek az 1960-as években történtek New Yorkban. A film öt Oscar-díj-at kapott, köztük a legjobb filmnek, a legjobb adaptált forgatókönyvnek és a legjobb férfi főszereplőnek járó díjat.

## Tartalom
Két New York-i rendőr, „Popeye” Doyle és Buddy Russo drogosokra és kisebb kábítószer-kereskedőkre vadászik. Egy fülesnek köszönhetően információt kapnak arról, hogy egy bizonyos „francia kapcsolaton” keresztül nagyobb szállítmány heroin várható Marseille-ből. Az akció mozgatója Alain Charnier. A szállítmány egy francia tévésztár autójában érkezik az Egyesült Államokba. A két nyomozó kezéből kiveszik az ügyet, és az FBI ered a kábítószer-kereskedők nyomába. Doyle és Russo saját szakállára folytatja a nyomozást.

## Érdekesség
- A filmben feltűnik Eddie Egan és Sonny Grosso, az a két New York-i rendőr, akinek történetén a film alapul.
- Hat évvel a film bemutatása után készült Enzo G. Castellari rendezésében az alkotás spanyol-olasz remake-ja A rendőrség megbélyegez, a törvény felment (La policía detiene, la ley juzga/La Polizia incrimina, la Legge assolve). A Charnier-t játsszó Fernando Rey ebben a filmben is főszereplő.

## Szereplők
| Szereplő             | Színész              | Magyar hang (1979) |
| -------------------- | -------------------- | ------------------ |
| Jimmy „Popeye” Doyle | Gene Hackman         | Láng József        |
| Alain Charnier       | Fernando Rey         | Velenczey István   |
| Buddy „Cloudy” Russo | Roy Scheider         | Sinkó László       |
| Salvatore Boca       | Tony Lo Bianco       | Szombathy Gyula    |
| Pierre Nicoli        | Marcel Bozzuffi      | Dobránszky Zoltán  |
| Henri Devereaux      | Frédéric de Pasquale | Fülöp Zsigmond     |
| Bill Mulderig        | Bill Hickman         | Csurka László      |
| Marie Charnier       | Ann Rebbot           | Básti Juli         |
| Joel Weinstock       | Harold Gary          | Fillár István      |
| Angie Boca           | Arlene Farber        | Urbán Erika        |

## Díjak, jelölések
Oscar-díj (1972)
- díj: legjobb film
- díj: legjobb rendező – William Friedkin
- díj: legjobb férfi főszereplő – Gene Hackman
- díj: legjobb adaptált forgatókönyv – Ernest Tidyman
- díj: legjobb vágás – Gerald B. Greenberg
- jelölés: legjobb férfi főszereplő – Roy Scheider
- jelölés: legjobb operatőr – Owen Roizman
- jelölés: legjobb hang – Theodore Soderberg, Christopher Newman

Golden Globe-díj (1972)
- díj: legjobb drámai film
- díj: legjobb filmrendező – William Friedkin
- díj: legjobb férfi főszereplő (filmdráma) – Gene Hackman
- jelölés: legjobb forgatókönyv – Ernest Tidyman

BAFTA-díj (1973)
- díj: legjobb férfi főszereplő – Gene Hackman
- díj: legjobb vágás – Gerald B. Greenberg
- jelölés: legjobb film
- jelölés: legjobb rendező – William Friedkin
- jelölés: legjobb hang – Theodore Soderberg, Christopher Newman

## Fordítás
- Ez a szócikk részben vagy egészben  a   French Connection című angol Wikipédia-szócikk fordításán alapul.  Az eredeti cikk szerkesztőit annak laptörténete sorolja fel. Ez a jelzés csupán a megfogalmazás eredetét és a szerzői jogokat jelzi, nem szolgál a cikkben szereplő információk forrásmegjelöléseként.